# ۱۰۲۸ (خورشیدی)
۱۰۲۸ هزار و بیست و هشتمین سال هجری خورشیدی است.